# هاروی گی‌ین
خاویر «هاروی» گی‌ین (اسپانیایی: Javier "Harvey" Guillén‎؛ ‏تلفظ [ɡiˈʝen] ‏ ۳ مهٔ ۱۹۹۰) بازیگر اهل ایالات متحده آمریکا است. وی از سال ۲۰۰۸ میلادی تاکنون مشغول فعالیت بوده‌است.
از فیلم‌ها یا برنامه‌های تلویزیونی که وی در آن نقش داشته‌است، می‌توان به کارآموزی، گربه چکمه‌پوش: آخرین آرزو، داستان زندگی هوپ، حالا مستند!، آی‌زامبی، جادوگران، آنچه در تاریکی انجام می‌دهیم، آرچر، ریچر، هارلی کوئین و بلو بیتل اشاره کرد.